# Ranchos Unidos
Ranchos Unidos är en ort i Mexiko.   Den ligger i kommunen Valle de Santiago och delstaten Guanajuato, i den centrala delen av landet, 240 km väster om huvudstaden Mexico City. Ranchos Unidos ligger 1 938 meter över havet och antalet invånare är 591.
Terrängen runt Ranchos Unidos är kuperad åt sydväst, men åt nordost är den platt. Runt Ranchos Unidos är det ganska tätbefolkat, med 108 invånare per kvadratkilometer. Närmaste större samhälle är Valle de Santiago, 5,8 km norr om Ranchos Unidos. Trakten runt Ranchos Unidos består till största delen av jordbruksmark.